# Montigny-sur-Armançon
Montigny-sur-Armançon – miejscowość i gmina we Francji, w regionie Burgundia-Franche-Comté, w departamencie Côte-d’Or.
Według danych na rok 1990 gminę zamieszkiwało 101 osób, a gęstość zaludnienia wynosiła 12 osób/km² (wśród 2044 gmin Burgundii Montigny-sur-Armançon plasuje się na 809. miejscu pod względem liczby ludności, natomiast pod względem powierzchni na miejscu 1021.).